# Lucilia illustris
Lucilia illustris este o specie de muște din genul Lucilia, familia Calliphoridae, descrisă de Johann Wilhelm Meigen în anul 1826. Conform Catalogue of Life specia Lucilia illustris nu are subspecii cunoscute.